# مورچه‌مرغ چهچهه‌زن سینه‌زرد
مورچه‌مرغ چهچهه‌زن سینه‌زرد (نام علمی: Hypocnemis subflava) نام یک گونه از سرده چهچهه‌زن‌ها است.